# Danijel Furtula
Danijel Furtula (né le 31 juillet 1992 à Mojkovac) est un athlète monténégrin, spécialiste du lancer du poids et du disque.

## Biographie
Danijel Furtula détient un record avec le poids de 6 kg à 19,38 m, obtenu à Bar le 1er mai 2011 et avec le disque de 1,75 kg de 60,94 m, dans la même ville le 29 mai suivant. Il a remporté la médaille d'argent européenne junior à Tallinn la même année en juillet lors des Championnats d'Europe juniors d'athlétisme 2011 avec 63,54 m (disque de 1,75 kg).
Auparavant, il s'était illustré en participant aux Championnats du monde jeunesse à Bressanone en 2009 et aux Championnats du monde junior de Moncton en 2010 où il avait été finaliste avec 54,64 m (12e).
Il bat le record national monténégrin, le 2 juin 2012, en 63.79 m à Sremska Mitrovica qu'il porte à 64,60 m à Bar le 10 mars 2013.
Il remporte la médaille de bronze lors des Jeux méditerranéens 2013 à Mersin au lancer du disque et lors des Championnats d'Europe espoirs d'athlétisme 2013 à Tampere.

## Palmarès
| Date | Compétition                | Lieu  | Résultat | Marque  |
| ---- | -------------------------- | ----- | -------- | ------- |
| 2021 | Coupe d'Europe des lancers | Split | 12e      | 60,06 m |

## Records
| Épreuve          | Performance  | Lieu   | Date          |
| ---------------- | ------------ | ------ | ------------- |
| Lancer du disque | 64,60 m (NR) | Bar    | 1er juin 2013 |
| Lancer du poids  | 18,46 m      | Zagreb | 11 août 2013  |